# Oggebbio
Oggebbio est une commune italienne de moins de 1 000 habitants, située dans la province du Verbano-Cusio-Ossola, dans la région Piémont, dans le nord-ouest de l'Italie.

## Culture
La fête patronale se tient le 29 juin en l'honneur des saints Pierre et Paul. 
L'église médiévale de Cadessino : elle remonte au XVe siècle. Le clocher est plus ancien (XIe siècle). Elle abrite un cycle de fresques du XVe siècle représentant la Cène et Les 7 Œuvres de miséricorde : nourrir les affamés, donner à boire aux assoiffés, accorder l'hospitalité aux pèlerins, vêtir ceux qui sont dévêtus, visiter les prisonniers, réconforter les infirmes, enterrer les morts.
Sur la paroi opposée, se trouve une Vierge de miséricorde et une Vierge couronnée.
La réalisation de ces fresques est attribuée  à un prêtre de Valsesia.

## Administration
| Période                                  | Période  | Identité        | Étiquette          | Qualité |
| ---------------------------------------- | -------- | --------------- | ------------------ | ------- |
| 1995                                     | 2004     | Sergio De Monti | Liste citoyenne    |         |
| 2004                                     | 2019     | Gisella Polli   | Oggebbio per tutti |         |
| 2019                                     | En cours | Alessio Ferrari | Noi per Oggebbio   |         |
| Les données manquantes sont à compléter. |          |                 |                    |         |

### Hameaux
Gonte, Cadivecchio, Barbé, Resega, Rancone, Cadessino, Mozzola, Quarcino, Piazza, Dumera, Pieggio, Spasolo, Camogno, Novaglio, Travallino

### Communes limitrophes
Aurano, Brezzo di Bedero, Cannero Riviera, Castelveccana, Ghiffa, Porto Valtravaglia, Premeno, Trarego Viggiona